# Corylus potaninii
Corylus potaninii är en björkväxtart som beskrevs av Jevgenij Grigorjevitj Bobrov. Corylus potaninii ingår i släktet hasslar, och familjen björkväxter. Inga underarter finns listade.